# Rhino (comics)
Pour les articles homonymes, voir Rhino.
Aleksei Sytsevich (en russe : Алексей Сыцевич), alias le Rhino est un super-vilain évoluant dans l'univers Marvel de la maison d'édition Marvel Comics. Créé par le scénariste Stan Lee et le dessinateur John Romita, Sr., le personnage de fiction apparaît pour la première fois dans le comic book The Amazing Spider-Man (vol. 1) #41 en octobre 1966.
C'est principalement un adversaire du héros Spider-Man.

## Biographie du personnage

### Origines
Né en Union soviétique, Aleksei Sytsevich, connu sous le nom d'Alex O'Hir, était un homme de main de la mafia russe à New York.
Il devint le Rhino, un super-criminel, après avoir reçu d'importantes doses de radiations gamma (égales à celle de Hulk) et de substances chimiques, lui donnant une force prodigieuse. Son costume de rhinocéros fusionna avec son corps, le rendant apparemment impossible à retirer.

### Parcours
Réputé pour son faible degré d'intelligence, le Rhino a travaillé pour le Caïd et le Leader et a affronté Spider-Man, Deadpool, Hulk, Captain America, entre autres. On l'a vu travailler avec Batroc au Wakanda, engagé par le super-vilain Klaw.
Alors qu'il participait à une attaque de banque, un garde fut tué par accident. Le Punisher le pourchassa, mais le Rhino eut la vie sauve grâce à l'intervention de Spider-Man. Plus tard, on le revit prisonnier du fils de Kraven le chasseur, Alyosha Kravinoff, sur un bateau transformé en ménagerie. Il fut laissé en liberté par le Punisher et envoya de l'argent à la veuve du garde.

### King in Black
Lors de l’invasion de la Terre par Knull et ses symbiotes, il est engagé par le Caïd pour défendre New York au sein de ses Thunderbolts, qu’il déserte à la première sortie.

## Pouvoirs, capacités et équipement

### Pouvoirs et capacités
Les attributs surhumains du Rhino sont le résultat d'un traitement de plusieurs mois impliquant des agents chimiques mutagènes et de la radiothérapie, y compris un bombardement de rayons gamma.[réf. souhaitée] Ce bombardement gamma contrôlé a fortifié sa structure cellulaire, lui ajoutant plusieurs centaines de kilogrammes de tissus musculaires et osseux.[réf. souhaitée] Au fil des ans, il a répété la procédure d'exposition au rayonnement gamma dans le but d'accroître ses pouvoirs.[réf. souhaitée] Par rapport à son traitement initial, il dispose maintenant d’une force colossale.[réf. souhaitée]
Doté d'une carrure impressionnante (il mesure 1,95 m pour 322 kg) mais d'une faible intelligence, le Rhino possède une certaine expérience du combat au corps à corps même s’il est généralement plus vu utiliser le combat de rue. Quoi qu'il en soit, étant donné ses niveaux extrêmes en force, endurance et résistance aux blessures, il est de fait un adversaire redoutable quelles que soient les capacités de combat de ses adversaires.[réf. souhaitée]
- Le Rhino possède une force surhumaine, pouvant soulever (ou exercer une pression équivalente à) environ 80 tonnes dans des conditions optimales[1].
- Même sans son costume blindé, il possède une endurance et une résistance aux dégâts physiques surhumaines[1].
- Il possède aussi une vitesse supérieure à la moyenne humaine. En pleine charge, il peut atteindre une vitesse maximale de 160 km/h[1] en ligne droite, mais ce sprint ne peut pas être maintenu très longtemps.
- Sa musculature renforcée est beaucoup plus efficace que celle d'un être humain normal et génère beaucoup moins de toxines (acide lactique) liées à la fatigue pendant l'activité physique. À son apogée, le Rhino peut se dépenser physiquement pendant un maximum de 24 heures avant que l'accumulation des toxines dans son sang ne commence à lui nuire.[réf. souhaitée]

### Équipement
Le costume blindé du Rhino est composé d'un épais tapis en polymère mat, semblable au cuir d'un rhinocéros réel. Le costume agit en conjonction avec ses pouvoirs et augmente sa force au-delà de ces niveaux gamma d'origine. Au début de sa carrière, le costume était soudé à son corps mais le Rhino peut désormais le retirer sans difficultés.
- Le costume du Rhino est imperméable aux balles de petit calibre et lui accorde également un degré élevé de résistance aux blessures physiques (explosions équivalentes à une tonne de TNT, impact d'obus tirés par des chars d'assaut, etc.)[1]. Il le protège aussi des températures extrêmes (comprises entre –45 et 550 °C)[1], sans se craqueler ou fondre. Il est aussi résistant aux acides[1].
- Le costume est équipé de deux cornes semblables à celles d'un rhinocéros, affutées comme des rasoirs, que le Rhino utilise lorsqu'il charge à grande vitesse. Elles peuvent pénétrer une couche d'acier de 5 cm d’épaisseur[1] ou une porte d'acier blindée. Les cornes ont été traitées de façon que la toile de Spider-Man brûle à leur contact.[réf. souhaitée]

## Apparitions dans d'autres médias
Sauf indication contraire, les informations mentionnées dans cette section peuvent être confirmées par la base de données cinématographiques IMDb,  présente dans la section « Liens externes ».

### Cinéma
Interprété par Paul Giamatti
- 2014 : The Amazing Spider-Man : Le Destin d'un Héros réalisé par Marc Webb – Aleksei Sytsevich est interpellé par Spider-Man alors qu'il détournait un camion de produits chimiques provenant d'Oscorp. Il réapparaît à la fin du film dans une armure à la forme de rhinocéros pour détruire New-York. Spider-Man qui s'est remis du meurtre de Gwen Stacy, intervient une nouvelle fois pour le stopper.

Interprété par Alessandro Nivola
- 2023 : Kraven le Chasseur réalisé par J. C. Chandor – Principal antagoniste du film. Il ne porte pas son costume blindé mais a été cobaye d'une expérience menée par un certain Miles Warren qui lui permet de prendre l'apparence d'un rhinocéros, ce qui l'oblige à recevoir des injections en permanence pour conserver son apparence humaine. Après que Nikolai Kravinoff a rejeté sa proposition d'alliance, il a utilisé sa transformation pour se faire un nom dans le crime. Il tente par la suite de faire éliminer le fils aîné de Nikolai, Sergei surnommé Kraven "le Chasseur", allant jusqu'à faire kidnapper son demi-frère Dimitri mais sera mortellement blessé au cours de son affrontement contre Kraven.

### Télévision
- 1967-1970 : L'Araignée (série d'animation)
- 1994 : Spider-Man, l'homme-araignée (série d'animation)
- 2008-2009 : Spectacular Spider-Man (série d'animation)
- 2012-2017 : Ultimate Spider-Man (série d'animation)
- 2017-2020 : Marvel Spider-Man (série d'animation)
- 2021 : Spidey et ses amis extraordinaires (Spidey and His Amazing Friends) (série d'animation)
- 2025 : Votre sympathique Spider-Man du quartier (série d'animation)

### Jeux vidéo
- 2000 : Spider-Man : deuxième boss du jeu dans la version PS1.
- 2004 : Spider-Man 2 : premier boss du jeu.
- 2018 : Marvel's Spider-Man : l'un des antagonistes principaux du jeu.
- 2018 : Marvel Strike Force : super-vilain du Sinistre Six.
- 2020 : Marvel's Spider-Man: Miles Morales : super-vilain du jeu, et allié à Simon Krieger et Roxxon.